# Red Bricks
Red Bricks (übersetzt etwa Rote Backsteine) ist der Name einer vierköpfigen Rockband aus Rosenheim (Südbayern).

## Geschichte
Die Band wurde im Juni 2008 von Frontsänger und Gitarrist Kenta Wohlfahrt sowie Bassist Sebastian Zeitz im Internat Schloss Neubeuern gegründet. Später kamen Gitarrist Georg Wisböck und Schlagzeuger Jakob Schropp hinzu. Nach den ersten zwei EPs im April 2009 (Demo-Tape 1) und November 2009 (Demo-Tape 2) verließ Jakob Schropp die Band, um sich seinem Studium zu widmen. Er wurde durch Xaver Mayerl ersetzt. 
Im Sommer 2011 wurde in den Hicktown Studios das erste Album produziert. Just Cause erschien am 16. Januar 2012 unter dem Label Hicktown Records und ist sowohl physisch als auch digital bei großen Anbietern erhältlich. Die 12 hochenergetischen Lieder ihres Debütalbums vereinen Rock Genres wie Britpop, Metal Riffs, Punkrock oder Off-Beats. Seit 2009 spielen sie in ganz Deutschland Festivals und Club-Shows. So standen sie unter anderem schon in Münchens Backstage und Muffathalle auf der Bühne und waren Vorgruppe der englischen Band Baddies. Im Sommer 2012 sind sie wieder auf Tour und bereits für einige Festivals gebucht.

## Werk
Das Album wurde bereits von Bands wie Donots, Itchy Poopzkid oder The Subways gewürdigt und erhielt positive Kritiken von Seiten der Medien. 
- "Live vermutlich eine absolute Granate und auch auf Platte insgesamt doch ziemlich gut. Die Red Bricks aus Rosenheim sollte man in Zukunft auf dem Zettel haben".[2]
- "Sowohl in spiel- als auch in produktionstechnischer Hinsicht lässt die Scheibe hingegen keine Wünsche offen".[3]
- "Just Cause" ist möglicherweise der Grundstein einer Karriere von vier verdammt coolen Typen.[4]

## Diskografie
- 2009: Demo-Tape 1 (EP)
- 2009: Demo-Tape 2 (EP)
- 2012: Just Cause (Album, Hicktown Records)